# 비욘드 러브
《비욘드 러브》(Kisna: The Warrior Poet)는 인도에서 제작된 수바시 가이 감독의 2005년 드라마, 멜로/로맨스 영화이다. 비벡 오베로이 등이 주연으로 출연하였고 수바시 가이 등이 제작에 참여하였다. 이 영화는 2005년 칸 영화제에서 Marché du Film 부문에 초연되었다.

## 출연

### 주연
- 비벡 오베로이
- 안토니아 베나스

### 조연
- 이샤 샤르바니
- 폴리 애덤스
- 마이클 말로니
- 캐롤린 랭그리쉬

## 기타
- 미술: 사미르 챈다
- 의상: 반누 아다이야